# Unterseeboot 1 (1906)
Pour les autres navires du même nom, voir Unterseeboot 1.
Le sous-marin allemand Unterseeboot 1 (Seiner Majestät Unterseeboot 1 ou SM U-1), exemplaire unique du type U 1, a été construit par l’Arsenal Germania de Kiel, et lancé le 4 août 1906 pour une mise en service le 14 décembre 1906. Il a été le premier sous-marin militaire allemand et a servi pendant la Première Guerre mondiale sous pavillon de la Kaiserliche Marine.

## Histoire

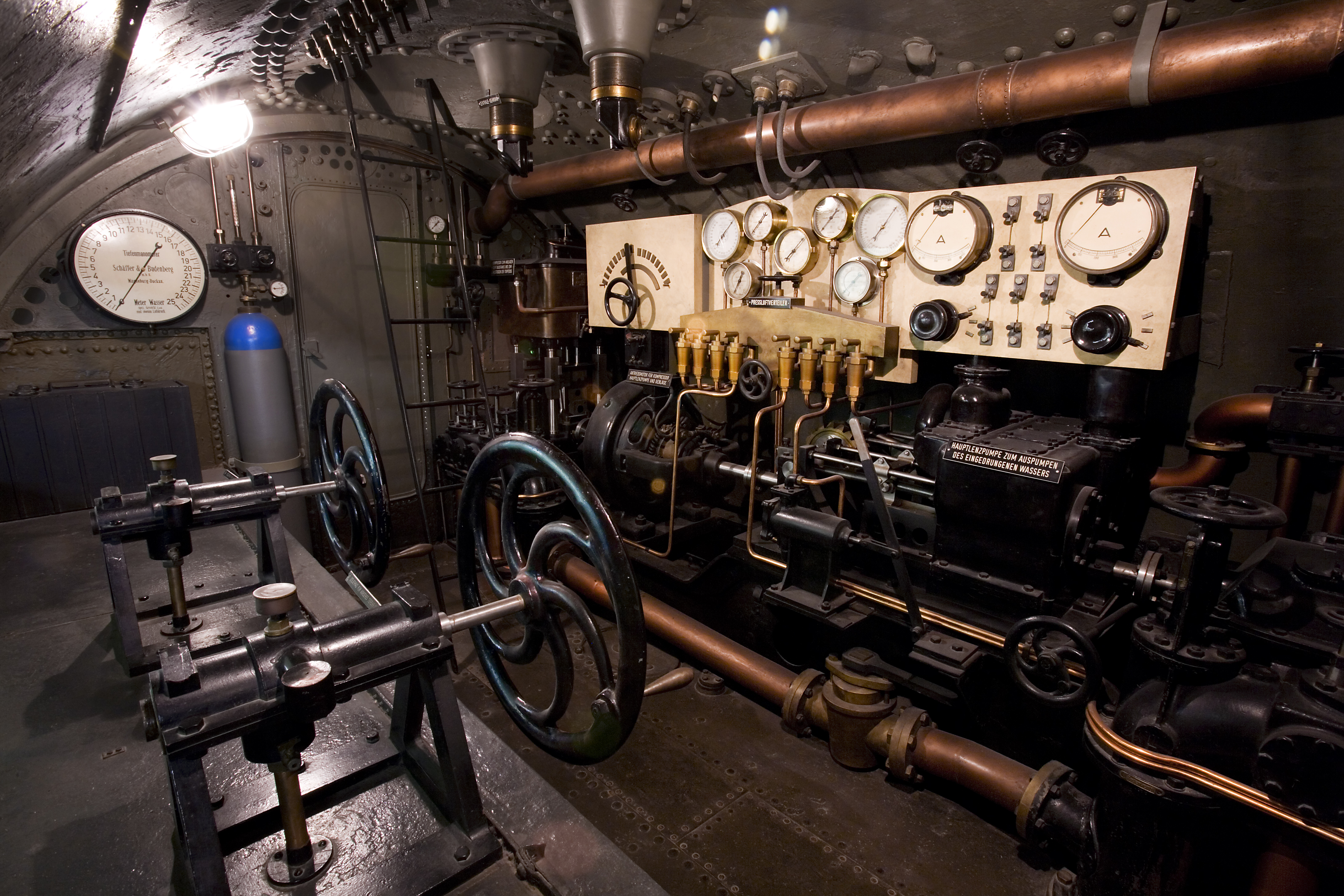
Salle de commande principale et périscope du SM U-1 au Deutsches Museum de Munich.

Après des essais concluants avec le sous-marin expérimental Forelle (de) en 1902, l'Office du Reich à la Marine, après bien des hésitations, demande le 4 avril 1904 à l'ingénieur Gustav Berling de construire un sous-marin de guerre maritime. Il se tourne vers le chantier naval de l'arsenal Germania à Kiel. Il s'inspire pour la conception des sous-marins de Classe Karp, originaires de Russie. Le navire est largement basé sur les brevets achetés par Krupp à l'ingénieur espagnol Raimundo Lorenzo de Equevilley Montjustín, qui a travaillé avec le français Maxime Laubeuf, constructeur du Narval.
Pour répondre aux exigences de l'Office, il faut réaliser quelques modifications de conception, ce qui retarde la construction. Son président, Alfred von Tirpitz, demande un tonnage de 347 tonnes, un rayon d'action de 1 400 milles nautiques (2 593 km) et une vitesse de 10,8 nœuds (20 km/h) en surface et de 8,7 nœuds (16 km/h) sous l'eau.
La construction commence en avril 1905. Les principales nouveautés par rapport à la Forelle, outre une plus grande taille, sont une résistance à la pression, la disposition horizontale des tubes lance-torpilles, la propulsion ainsi qu'une double coque. Le sous-marin peut accueillir dix membres d'équipage, rester sous l'eau douze heures de suite et atteindre une profondeur de 30 m. Pour des raisons de sécurité, on privilégie, au lieu de moteurs à essence trop dangereux, deux moteurs à pétrole d'une puissance de 147 kW (200 ch), bien qu'ils ne soient pas tout à fait au point, et des moteurs électriques durant la plongée.
Après des essais concluants, le sous-marin est mis en service le 14 décembre 1906 sous le nom de SM U-1. Il sert uniquement à la formation. Son port d'attache est à Eckernförde. En 1919, comme tous les autres sous-marins allemands, il doit être détruit ou remis. Oskar von Miller parvient à le faire conserver dans le Deutsches Museum à Munich où il se trouve encore aujourd'hui.